# Els Heràclides

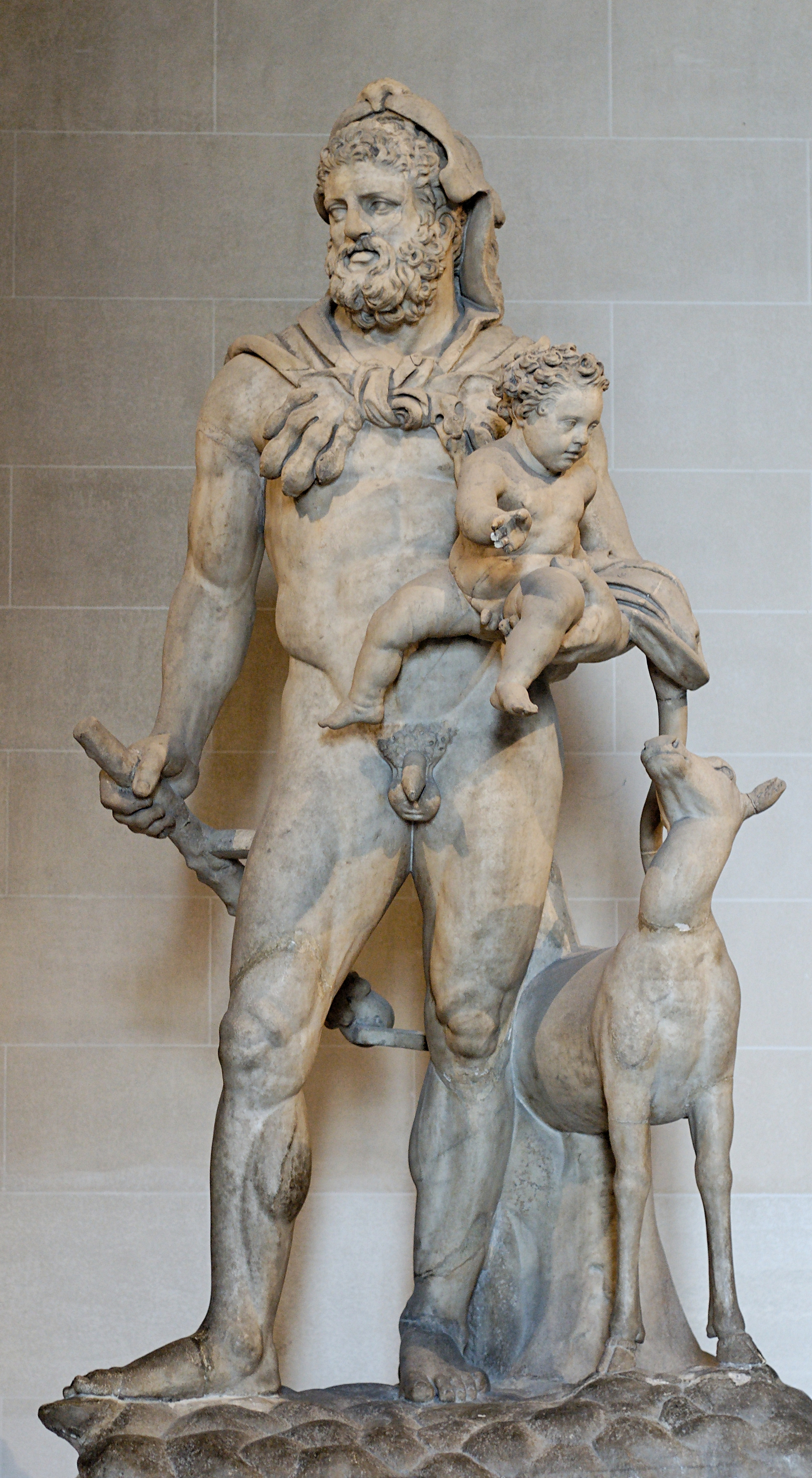
Hèracles amb Tèlef, un dels seus fills. s. I - II. Museu del Louvre, París

Els heràclides (en grec antic Ηρακλείδαι) és una tragèdia de les anomenades patriòtiques, escrita per Eurípides. Amb aquesta, tracta de predisposar Atenes contra Esparta valent-se del mite. Sol datar-se entre els anys 430 i 426 aC.
En l'obra, els atenesos van tractar molt bé els espartans, que es tenien per fills d'Hèracles i que posteriorment van donar-hi mal pagament amb la guerra entre Esparta i Atenes.

## Personatges
- Iolau
- Un herald
- Cor d'heràclides
- Demofont
- Macaria
- Un servent
- Alcmena
- Un missatger
- Euristeu

## Argument
Els fills d'Hèracles, dirigits per Iolau i Alcmena, fugen a Atenes, ja que el rei Euristeu ha ordenat que fossin expulsats de la seva terra. Es refugien com a suplicants dels déus i Demofont, rei de la ciutat, els dona refugi.
Apareix l'herald d'Euristeu, que intenta emportar-se els heràclides per la força. En no ser possible, els amenaça amb la guerra. Demofont sap d'un oracle, segons el qual rebria la victòria si sacrificava en honor de Demèter la jove més noble, per la qual cosa ha de matar la seva filla o alguna altra de la ciutat.
Macaria, filla d'Hèracles, s'ofereix voluntària per morir, perquè prefereix aquest destí al de veure's deshonrada o esclava.
Després de sacrificar-la, s'afanyen a la batalla. Iolau, ja molt gran, amb l'ajuda d'un servidor, també participa en la batalla.
Hil·los, el fill d'Hèracles, desafià Euristeu a un combat entre ells, però Euristeu no s'atreveix a combatre amb ell. Iolau es torna jove i lluita en la batalla. Capturen Euristeu, que és conduït fins a Alcmena, que l'amenaça de mort.